# Hans Georg Stehlin (Paläontologe)

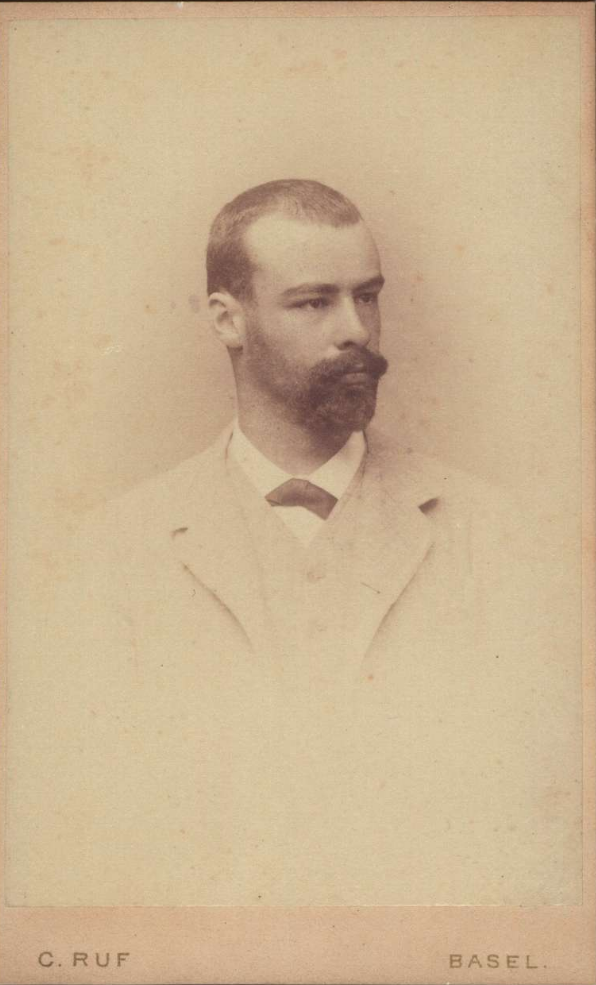
Hans Georg Stehlin

Hans Georg Stehlin (* 13. Januar 1870 in Basel; † 18. November 1941 ebenda) war ein Schweizer Paläontologe und Zoologe, der sich insbesondere mit fossilen Säugetieren aus dem Tertiär befasste.

## Leben
H. G. Stehlin war ein Sohn von Karl Rudolf Stehlin und der Cecile, geborene Merian (* 11. Mai 1835; † 22. April 1916). Sie war eine Tochter des Peter Merian. Stehlins Brüder waren der Architekt Fritz Stehlin und der Jurist und Privatgelehrten Karl Stehlin. 
1893 promovierte er in Basel in Zoologie bei Ludwig Rütimeyer. Er war Leiter der Abteilung Osteologie am Naturhistorischen Museum Basel und von 1920 bis zu seinem Tod 1941 Leiter der Museums-Kommission (und damit Direktor). Wie bei seinem Vorgänger Fritz Sarasin (1859–1942) war diese Stellung ehrenamtlich. Stehlin war Privatgelehrter und seit 1896 freiwilliger Mitarbeiter am Museum.
Fossile tertiäre Säuger sammelte er vielfach in Frankreich, zum Beispiel in Senèze in der Auvergne. 1916 grub er in der Höhle von Cotencher. 1910 definierte er ein Massenaussterben besonders von Säugern in Europa an der Wende Eozän zu Oligozän, von ihm Grande Coupure (Grosser Schnitt) genannt. Zu seinen Mitarbeitern in Basel gehörte Samuel Schaub, der sein Nachfolger am Museum wurde.
Ehrenfried Schenkel (1869–1953) benannte 1901 die Gran-Canaria-Rieseneidechse Gallotia stehlini nach ihm (Stehlin sammelte den Holotyp 1895 auf Gran Canaria).

## Schriften
- Hans Georg Stehlin (Hrsg.): L. Rütimeyer. Gesammelte Kleine Schriften allgemeinen Inhalts aus dem Gebiete der Naturwissenschaft. Nebst einer autobiographischen Skizze. Band I Autobiographie. Zoologische Schriften. Georg & Cie., Basel 1898 (Archive)
- Hans Georg Stehlin (Hrsg.): L. Rütimeyer. Gesammelte Kleine Schriften allgemeinen Inhalts aus dem Gebiete der Naturwissenschaft. Nebst einer autobiographischen Skizze. Band II Geographische Schriften, Necrologe, Verzeichnis der Publicationen. Georg & Cie., Basel 1898 (Archive)
- Die Säugetiere des schweizerischen Eozäns. Critischer Katalog der Materialien, Abhandlungen der schweizerischen paläontologischen Gesellschaft, Zürich,  7. Teil, 2. Hälfte, Band 41, 1916, Archive
- mit Samuel Schaub: Die Trigonodontie der simplicidentaten Nager, Schweizerische Paläontologische Abhandlungen, Band 67, 1951
- Hans Georg Stehlin (Hrsg.): Die Säugetiere des schweizerischen Eocaens, Nachdruck 2014 ISBN 978-3-7372-0033-2